# 한승주 (바둑 기사)
한승주(韓昇周, 1996년 11월 27일~)는 대한민국의 바둑 기사다.

## 약력
2002년 12월 섣달녘에 《슬기바둑교실》을 통해 7세(만6세)의 나이로 바둑에 입문했다. 이후 《충암 바둑도장》에서 바둑을 배웠으며, 2005년 12월에 《'국무총리배 바둑 신인전'》의 우승과, 이듬해 2006년 《'세계 청소년 바둑선수권'》에서 주니어 우승을 차지했고, 2009년 《'세계 청소년 바둑선수권 시니어 대회'》에서 우승했다. 2011년 《'제39기 하이원리조트배 명인전 통합예선'》에 진출했으며 2013년 《'제132회 일반 입단대회'》를 통해 프로에 입단했다. 같은해 7월 2단으로 승단한 데 이어 2014년 《'락스타리그'》에서 다승상과 우수기사상(Kixx 소속)을 받았다.
2016년 4단으로 승단했고, 제1회 신아오배 세계바둑오픈전 16강에 올랐다. 2017년 제2회 미래의 별 신예최강전 본선 4강과 제3회 몽백합배 세계바둑오픈전 64강, 제36회 KBS바둑왕전 본선 16강, 크라운해태배 본선 16강에 각각 진출했다. 2018년 5단으로 승단했고, 2019년 8월의 6단을 거쳐 12월에 7단으로 승단했다. 2019년 제6회 전라남도 국수산맥 국내프로토너먼트 준우승을 차지했다. 2021년 9월에 8단으로 승단했고, 같은 해 11월말에 벌어진 제3회 대통령배 전국바둑대회에서 우승(상대 김지석 9단)하여 9단으로 승단했다.